# Arise!
Arise! es el álbum debut de la banda británica de crust punk Amebix, lanzado el 14 de septiembre de 1985 a través del sello Alternative Tentacles, relanzado en formato CD y vinilo en el año 2000 con dos temas extra grabados en 1987. El álbum fue remasterizado en una segunda ocasión en 2014. La banda Fear of God tomó su nombre del tercer tema de este álbum.
"The Moor" está basada en "Requiem" de György Ligeti, famosa por ser utilizada durante la escena del monolito lunar en la película 2001: A Space Odyssey. 
"Largactyl" es una pronunciación errónea del nombre común del medicamento neuroléptico Clorpromazina (Largactil). La canción fue escrita a modo de homenaje a Martin (anterior baterista de Amebix), quien fue diagnosticado de esquizofrenia paranoide y posteriormente ingresado en una institución psiquiátrica por sus padres.

## Lista de canciones
| N.º | Título                    | Duración |  |
| 1.  | «The Moor» (instrumental) | 3:05     |  |
| 2.  | «Axeman»                  | 3:30     |  |
| 3.  | «Fear of God»             | 3:08     |  |
| 4.  | «Largactyl»               | 3:45     |  |
| 5.  | «Drink and Be Merry»      | 6:03     |  |
| 6.  | «Spoils of Victory»       | 4:14     |  |
| 7.  | «Arise!»                  | 5:18     |  |
| 8.  | «Slave»                   | 3:50     |  |
| 9.  | «The Darkest Hour»        | 4:50     |  |

| relanzamiento, año 2000 |                  |          |  |
| N.º                     | Título           | Duración |  |
| 10.                     | «Right to Ride»  | 6:06     |  |
| 11.                     | «Beyond the Sun» | 6:09     |  |

### Créditos
Amebix
- The Baron Rockin von Aphid (Rob Miller) — bajo, voz
- Stig Da Pig (Chris Miller) — guitarra, voz
- George Fletcher — teclado
- Spider (Robert Richards) — batería

Invitados
- Gabba Cox, Mark Byrne — segundas voces

Personal adicional
- Jason Rosenberg — producción, diseño, concepto
- George Horn — remasterización (2000 relanzamiento)

## Recepción
Las críticas al álbum en su lanzamiento y reediciones fueron de mediana a altamente positivas.
AllMusic alabó su magistral combinación de géneros, combinando "ritmos tribales con estética apocalíptica" con sombrías pero esperanzadoras letras. Fue notado también el carácter musical que posteriormente inspiraría a bandas como Sepultura y Neurosis.
Punknews fue muy positivo con su crítica, describiendo su originalidad como uno de sus mayores avances tanto de la banda como de otras más de la época. Una vez más la habilidad al mezclar géneros poderosos y oscuros en equilibrio con letras esperanzadoras fue notado y comentado.